# Barry River (vattendrag i Dominica)
Barry River är ett vattendrag i Dominica.   Det ligger i parishen Saint John, i den nordvästra delen av landet, 30 km norr om huvudstaden Roseau. Barry River ligger på ön Dominica.